# (6890) Савиных
(6890) Савиных (лат. Savinykh) — типичный астероид главного пояса, открыт 3 сентября 1975 года советским астрономом Людмилой Черных в Крымской астрофизической обсерватории и 21 июля 2005 года назван в честь советского космонавта Виктора Савиных.

## Обнаружение и именование
(6890) Савиных
Открыт 3 сентября 1975 года в Крымской астрофизической обсерватории Л. И. Черных.
Лётчик-космонавт первого класса Виктор Петрович Савиных (р. 1940) находился на борту станций «Салют-6», «Салют-7» и «Мир». Он является профессором и руководителем Московского государственного университета геодезии и картографии, а также автором многих учебников, монографий и научно-популярных книг.
Оригинальный текст (англ.)6890 Savinykh
Discovered 1975 Sept. 3 by L. I. Chernykh at the Crimean Astrophysical Observatory.
Victor Petrovich Savinykh (b. 1940), a first-class pilot-cosmonaut, was on board the Salyut 6, Salyut 7 and Mir stations. He is a professor and head of the Moscow State University of Geodesy and Cartography, as well as the author of many textbooks, monographs and popular books on science.
Источники: 20050721/MPCPages.arc; M.P.C. 54561.

## Орбита

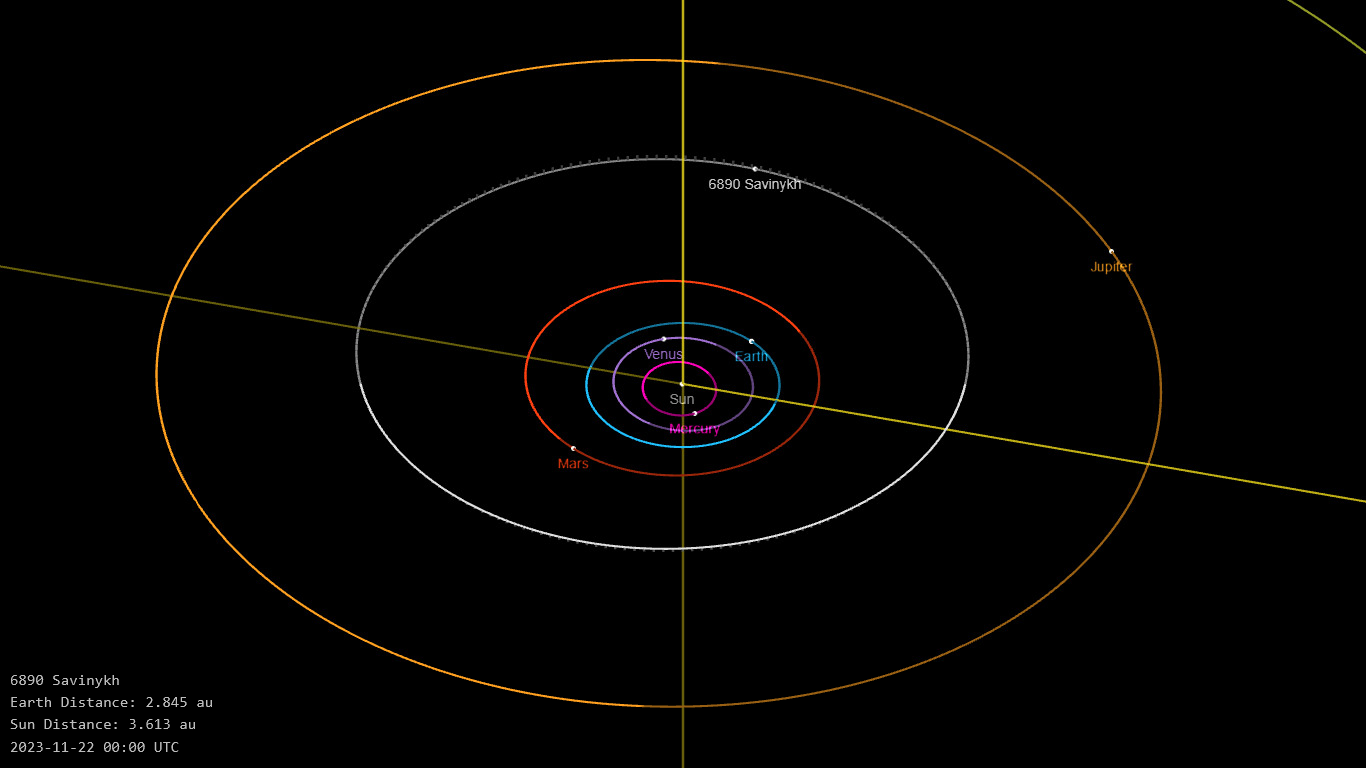
Орбита астероида Савиных и его положение в Солнечной системе

## Физические характеристики
Астероид относится к таксономическому классу C.
По результатам наблюдений в видимом и ближнем инфракрасном диапазоне космического телескопа NEOWISE диаметр астероида сначала оценивался равным 19,773±0,094 км, позже — 19,196±0,066 км. Согласно тем же источникам альбедо оценивается как 0,0717±0,0057 и 0,085±0,013.